# Ríosunomyrsmyg
Ríosunomyrsmyg (Myrmotherula sunensis) är en fågel i familjen myrfåglar inom ordningen tättingar.

## Utbredning och systematik
Ríosunomyrsmyg delas in i två underarter:
- Myrmotherula sunensis sunensis – förekommer i Andernas östsluttning i södra och centrala Colombia och Ecuador
- Myrmotherula sunensis yessupi - förekommer i öst-centrala Peru (Huánuco, Pasco) och sydvästra Amazonområdet i Brasilien

## Status
IUCN kategoriserar arten som livskraftig.

## Namn
Fågelns svenska och vetenskapliga artnamn syftar på floden Río Suno i östra Ecuador.